# Danuria sublineata
Danuria sublineata es una especie de mantis de la familia Mantidae.

## Distribución geográfica
Se encuentra en Mozambique.